# 曳馬町
曳馬町（ひくまちょう）は浜名郡に属していた町。
現在の浜松市中央区の地名である。1983年9月に住居表示化されて現在の曳馬一丁目 - 六丁目となる。主に住宅地である。

## 歴史
江戸時代の敷知郡島之郷村が、現在の曳馬の全域にあたる。当時の村全体の石高は432石で、高林村や早出村とほぼ同等である。明治22年の町村制施行により曳馬下村となり、昭和9年に浜名郡曳馬町となった。昭和11年には浜松市に編入する。
「曳馬」の地名は、かつて遠江地方が引間または引馬、江戸時代には曳馬、と呼ばれていた事にあやかって付けられた。引間は『万葉集』にも見られる古い地名で、引馬城（浜松城の前身）、引馬宿、引馬野（曳馬野）といった使われ方もある。浜松市中心部や三方原台地上まで含む広いエリアを指しており、島之郷村と直接の関係はない。
徳川家康が引馬城を拡張し浜松城に改称したことが知られているため「引馬は浜松の旧称」という見方があるが、「浜松」もまた古い地名（荘園の名）であり、歴史上両者は別々の地名として併存していた。

## 代表的な字（曳馬一丁目 - 六丁目に限る）
- 阿弥陀
- 本郷
- 三浦
- 金屋
- 宮

## 交通

### 鉄道路線
- 遠州電気鉄道（現遠州鉄道）
  - 二俣線（現鉄道線）
    - 繭市場前駅（現八幡駅） - 遠州助信駅（現助信駅） - 遠州島ノ郷駅（現曳馬駅）
- 浜松鉄道（後の遠州鉄道）
  - 浜松鉄道線（後の奥山線）
    - 池川駅 - 上池川駅

### バス
- 遠鉄バス
  - 61内野台線：（浜松駅 方面 - ）曳馬橋 - 阿弥陀南 - 阿弥陀（ - 内野台車庫・サンストリート浜北（／浜北西高校／西部免許センター） 方面）

## 主要な施設など
- 市立曳馬小学校（曳馬一丁目）
- 市立曳馬中学校（曳馬四丁目）
- 浜松市曳馬協働センター（曳馬三丁目）